# Maltdryck
Maltdryck definieras enligt Lag (1977:292) om tillverkning av drycker, m.m. som:
"4 § Med maltdryck förstås jäst, odestillerad dryck som är framställd med torkat eller rostat malt som huvudsakligt extraktgivande ämne.
- Lättöl är maltdryck som innehåller högst 1,8 viktprocent alkohol. Färskt lättöl är lättöl som jäser eller på något annat sätt innehåller jäst. Annat lättöl kallas lagrat lättöl.
- Öl är maltdryck vars alkoholhalt överstiger 1,8 men ej 2,8 viktprocent.
- Starköl är maltdryck som innehåller mer än 2,8 viktprocent alkohol."

I senare lagtext (1994:1738) har begreppet plockats bort helt. Det används fortfarande i den kombinerade nomenklaturen (KN-nr 2203) som refereras i alkoholskattelagen.